# Argyrozaur
Argyrozaur (Argyrosaurus superbus) – zauropod z grupy tytanozaurów (Titanosauria).
Żył w epoce kredy późna (ok. 83-65 mln lat temu) na terenach Ameryki Południowej. Długość ciała ok. 20-30 m, wysokość ok. 8 m, masa ok. 80 t. Jego szczątki znaleziono w Argentynie (prowincja Chubut) i w Urugwaju.